# Chad Michael Murray
Chad Michael Murray (Buffalo, New York, 1981. augusztus 24. –) amerikai színész, egykori modell.
Leginkább a Szívek szállodája, a Dawson és a haverok és a Tuti gimi című sorozatokból ismert.

## Élete és pályafutása
Chad Michael Murray sokgyerekes család tagja, 5 testvére van, 4 fiú (az egyik csak féltestvér) és egy lány. Az anya otthagyta a családot, mikor Chad 10 éves volt, emiatt Rex, az apjuk nevelte fel egyedül a gyerekeket. Az első munkáját is 10 évesen szerezte, ekkor újságokat hordott ki.
Színészi tehetsége már fiatalkorában megjelent, de ekkor még csak a családja előtt lépett fel. 15 évesen kórházba került, ahol az egyik nővér biztatta, hogy kezdjen el modellkedni. A modellszakma révén 17 évesen egy Los Angeles-i ügynök felfedezte színészi képességeit, de még fiatal volt a filmezéshez. 1999-ben Hollywoodban dolgozott, ahol Sketchers-, Tommy Hilfiger- és Gucci-reklámokban modellkedett.
2000 volt számára az áttörés éve, amikor is több sorozatban vendégszerepelt, és a Szívek szállodájában 11 részen keresztül ő alakította Tristin Dugrayt. Ezen kívül a Dawson és a haverok című sorozatban is feltűnt.
2003-tól főszereplője a Tuti gimi című sorozatnak, ez az eddigi legnagyobb sorozatszerepe. Filmszerepei közül kiemelkedik a Viasztestek és a Los Angeles-i tündérmese.

## Magánélete
2005. április 16-án elvette Sophia Busht, akivel a Tuti gimi forgatásán ismerkedett meg. A házasság nem volt hosszú életű, 2005 decemberében elváltak. Ezután Kenzie Daltonnal randevúzott, majd megkérte a kezét. Vele is a Tuti gimi forgatásán találkozott, a sorozatban Kenzie egy pomponlányt alakít.

## Filmográfia

### Film
| Év   | Magyar cím                     | Eredeti cím                                      | Szerep                    | Magyar hang            |
| ---- | ------------------------------ | ------------------------------------------------ | ------------------------- | ---------------------- |
| 2001 | Megiddó                        | Megiddo: The Omega Code 2                        | David Alexander 16 évesen | Karácsonyi Zoltán      |
| 2003 | Nem férek a bőrödbe            | Freaky Friday                                    | Jake                      | Simonyi Balázs         |
| 2004 | Los Angeles-i tündérmese       | A Cinderella Story                               | Austin Ames               | Tímár Andor            |
| 2005 | Viasztestek                    | House of Wax                                     | Nick Jones                | Takátsy Péter          |
| 2006 | A bátrak hazája                | Home of the Brave                                | Jordan Owens              |                        |
| 2012 |                                | The Carrier (rövidfilm)                          | Thatcher                  |                        |
| 2012 | Írd a karjára: Szeretnek!      | To Write Love on Her Arms                        | Jamie Tworkowski          | Horváth Illés          |
| 2012 |                                | First Kiss (rövidfilm)                           | önmaga                    |                        |
| 2013 |                                | The Haunting in Connecticut 2: Ghosts of Georgia | Andy Wyrick               |                        |
| 2013 | A megálló                      | Fruitvale Station                                | Ingram rendőr             |                        |
| 2013 |                                | Cavemen                                          | Jay                       |                        |
| 2013 |                                | A Madea Christmas                                | Tanner McCoy              |                        |
| 2014 | Az otthagyottak                | Left Behind                                      | Cameron "Buck" Williams   | Markovics Tamás        |
| 2014 | Az otthagyottak                | Left Behind                                      | Cameron "Buck" Williams   | Előd Álmos             |
| 2015 |                                | Other People's Children                          | P.K.                      |                        |
| 2016 | Angyalok és banditák           | Outlaws and Angels                               | Henry                     | Horváth Illés          |
| 2018 |                                | Camp Cold Brook                                  | Jack                      |                        |
| 2020 |                                | Max Winslow and the House of Secrets             | Atticus Virtue            |                        |
| 2020 | Éld túl az éjjelt!             | Survive the Night                                | Rich                      | Schmied Zoltán         |
| 2020 | Éld túl az éjjelt!             | Survive the Night                                | Rich                      | Markovics Tamás        |
| 2021 | A szerelem színei              | Colors of Love                                   | Joel                      | Bozsó Péter            |
| 2021 |                                | Ted Bundy: American Boogeyman                    | Ted Bundy                 |                        |
| 2021 | Kereszttűzben                  | Survive the Game                                 | Eric                      | Horváth-Töreki Gergely |
| 2021 | Fortress: Az erődítmény        | Fortress                                         | Frederick Balzary         | Horváth-Töreki Gergely |
| 2022 | Fortress: Célkeresztben        | Fortress: Sniper's Eye                           | Frederick Balzary         | Horváth-Töreki Gergely |
| 2024 | A menyasszony anyja            | Mother of the Bride                              | Lucas                     | Markovics Tamás        |
| 2024 | Uraim, színpadra!              | The Merry Gentlemen                              | Luke                      | Markovics Tamás        |
| 2025 | Már megint nem férek a bőrödbe | Freakier Friday                                  | Jake                      | Szabó Máté             |

### Televízió
| Év        | Magyar cím                       | Eredeti cím                    | Szerep                          | Megjegyzések                                                                                                 |
| --------- | -------------------------------- | ------------------------------ | ------------------------------- | --- |
| 2000      | Alul semmi                       | Undressed                      | Dan                             | 1 epizód |
| 2000      | Halálbiztos diagnózis            | Diagnosis: Murder              | Ray Santucci                    | 1 epizód |
| 2000–2001 | Szívek szállodája                | Gilmore Girls                  | Tristan Dugray                  | - visszatérő szereplő (11 epizód) - magyar hangja: - Bódy Gergely - Benedikty Marcell                        |
| 2001–2002 | Dawson és a haverok              | Dawson's Creek                 | Charlie Todd                    | - visszatérő szereplő (12 epizód) - magyar hangja: - Láng Balázs                                             |
| 2002      | CSI: A helyszínelők              | CSI: Crime Scene Investigation | Tom Haviland                    | 1 epizód |
| 2003      |                                  | Aftermath: A Long Way Home     | Sean                            | tévéfilm |
| 2003      | A magányos lovas                 | The Lone Ranger                | Luke Hartman / A magányos lovas | tévéfilm |
| 2003–2012 | Tuti gimi                        | One Tree Hill                  | Lucas Scott                     | - fő- és vendégszereplő - magyar hangja: - Markovics Tamás - rendező (1 epizód) - forgatókönyvíró (1 epizód) |
| 2010      | Vak igazság                      | Lies in Plain Sight            | Ethan McAllister                | - tévéfilm - magyar hangja: - Czető Roland                                                                   |
| 2010      |                                  | Christmas Cupid                | Patrick Kerns                   | tévéfilm |
| 2012      |                                  | Scruples                       | Spider Elliott                  | próbaepizód, nem került adásba                                                                               |
| 2013      | Terepen                          | Southland                      | Dave Mendoza                    | 2 epizód |
| 2013–2014 | Kiválasztva                      | Chosen                         | Jacob Orr                       | főszereplő                                                                                                   |
| 2015      | Texas felemelkedése              | Texas Rising                   | Mirabeau Lamar                  | minisorozat (5 epizód)                                                                                       |
| 2015      | Scream Queens – Gyilkos történet | Scream Queens                  | Brad Radwell                    | 1 epizód |
| 2015–2016 | Carter ügynök                    | Agent Carter                   | Jack Thompson                   | - főszereplő (14 epizód) - magyar hangja: - Horváth-Töreki Gergely                                           |
| 2017      |                                  | Sun Records                    | Sam Phillips                    | főszereplő (8 epizód)                                                                                        |
| 2018      | Az a varázslatos vidéki élet     | The Beach House                | Brett Beauchamps                | tévéfilm |
| 2018      |                                  | Road to Christmas              | Danny Wise                      | Hallmark Channel tévéfilm                                                                                    |
| 2018–2019 | Kegyetlen csillogás              | Star                           | Xander                          | 8 epizód |
| 2019      | Riverdale                        | Riverdale                      | Edgar Evernever                 | 9 epizód |
| 2019      | Levél karácsony előtt            | Write Before Christmas         | Luke Miller                     | Hallmark Channel tévéfilm                                                                                    |
| 2020      | Karácsonyi találkozás            | Too Close for Christmas        | Paul Barnett                    | - Lifetime Channel tévéfilm - vezető producer                                                                |
| 2020      |                                  | Love in Winterland             | Brett                           | Hallmark Channel tévéfilm                                                                                    |
| 2021      | Szerelem a mólón                 | Sand Dollar Cove               | Brody                           | Hallmark Channel tévéfilm                                                                                    |
| 2021      | Karácsony Angel Fallsban         | Angel Falls Christmas          | Gabriel                         | - Hallmark Channel tévéfilm - vezető producer                                                                |
| 2021      | Ünnepi vonatozás                 | Toying With the Holidays       | Kevin Vaughn                    | Lifetime tévéfilm                                                                                            |
| 2023      |                                  | Sullivan's Crossing            | Cal Jones                       | főszerep |